# فينيا دزادوريان
فينيا تساتوريان ( 1910-1980)، عالمة أوبئة أرمينية. دكتوراه في العلوم الطبية (1971). حائزة على تكريم طبيب جمهورية أرمينيا الاشتراكية السوفياتية من منظمة الصحة.

## سيرتها الشخصية
ولدت فينيا تساتوريان عام 1910م في مدينة شوشي. في عام 1935م، تخرجت من معهد يريفان الطبي. في المؤتمر الجمهوري الأول للعاملين في المجال الطبي ، تم انتخابها أمينًا تنفيذيًا للجنة المركزية للنقابة التجارية للعاملين في المجال الطبي والصحي، ثم رئيسًة لقطاع العاملين الصحيين في اللجنة المركزية للمنظمات غير الحكومية (ب) ك. خلال العامين الأولين من الحرب الوطنية العظمى، كانت فينيا تساتوريان رئيسة مستشفى الإجلاء، وبعد تسريحها من الجيش، شغلت منصب رئيسة مفتشي الدولة للصحة في مفوضية الشعب للصحة. في عام 1948م، انتُخِبت رئيسًة للجنة المركزية لنقابة العمال الطبيين، وعملت حتى عام 1955م، ثم عملت في معهد أبحاث علم الأوبئة والأحياء الدقيقة والصحة العامة.
في عام 1971م دافعت عن أطروحة الدكتوراه.
من عام 1971م حتى عام 1977م، كانت رئيسًا لقسم الموظفين والمنهجيات في معهد البحث العلمي للصحة المهنية والأمراض المهنية. انتُخبت لعضوية مجلس السوفيات الأعلى لاتحاد الجمهوريات الاشتراكية السوفياتية، كانت عضو مجلس مدينة يريفان. وحصلت أيضاً على لقب طبيب فخري. حصلت على عدة أوسمة ودبلومات.

## وفاتها
توفيت فينيا تساتوريان عام 1980 في يريفان.

## الجوائز
- تكريم طبيب جمهورية أرمينيا الاشتراكية السوفياتية.

## مؤلفاتها
- التيفوس المرقط. Tsaturyan F. أ. ، يريفان ، هايبيثرات ، 1950.[4]
- الوقاية من داء البروسيلات. Fenya Alexander Tsaturyan، National Council of the Ministry of Health، Yerevan، Armenia، 1966.[5]
- Айриян А. ص. مسعفون أرمنيون. - إيه ، 1998 - 276 ص. ردمك 99930-1-001-7: